# لورنس آرنه
لورنس آرنه (فرانسوی: Laurence Arné‎؛ زادهٔ ۴ فوریهٔ ۱۹۸۲) هنرپیشه، کمدین، نویسنده اهل فرانسه است.
از فیلم‌ها یا برنامه‌های تلویزیونی که وی در آنها نقش داشته‌است می‌توان به خانواده کوچک اشاره کرد.